# Ploettnera conglomerata
Ploettnera conglomerata är en svampart som först beskrevs av P. Crouan & H. Crouan, och fick sitt nu gällande namn av Verkley 1999. Ploettnera conglomerata ingår i släktet Ploettnera, ordningen disksvampar, klassen Leotiomycetes, divisionen sporsäcksvampar och riket svampar.   Inga underarter finns listade i Catalogue of Life.